# ジーン・ガオ
高遠（ジーン・ガオ,Gene Gao、1981年8月16日- ）は、香港の男性歌手である。身長182cm、血液型はB型、しし座。復旦大学卒業後、香港大学の大学院医学博士課程にあたる医学院修了。
香港大学医学院在学中の2006年、新秀歌唱大賽（現・TVB8全球華人新秀歌唱大賽(TVBインターナショナル・ニュータレントオーディション))で、準優勝に輝いたのをきっかけに、EEGの目にとまり、タレント契約を交わす。
2007年12月11日に、初の中国語アルバム「好朋友」をリリースした。

## アルバム
- 2007年12月11日：『好朋友』（中国国内版）
- 2008年3月19日：『好朋友』（香港版）

## 歌曲
- 好朋友
- 葡萄糖
- 満溢的愛

ほか

## コンサート
- 2008年真的漢子ジョージ・ラムコンサート（広州市、ゲスト）
- 2008音楽先鋒榜群英会 ライブ（仏山市）